# Paolo Pezzi
Paolo Pezzi F.S.C.B. (8 d'agost de 1960, Russi, Itàlia) és un arquebisbe catòlic, teòleg i filòsof italià. Pertany a la Fraternitat de Sant Carles Borromeu i al moviment Comunió i Alliberament. Actualment, des del 2007, és el nou arquebisbe metropolità de l'arxidiòcesi de la Mare de Déu de Moscou, així com Gran Prior de l'Orde del Sant Sepulcre de Jerusalem a la Federació Russa. També, des del 2011, exerceix de president de la Conferència dels Bisbes Catòlics de Rússia.

## Biografia
Llicenciat en filosofia i teologia el 1990 per la Universitat Pontifícia de Sant Tomàs d'Aquino de Roma, el 22 de desembre d'aquell any fou ordenat sacerdot de la Fraternitat de Sant Carles Borromeu pel cardenal Ugo Poletti. Més tard tornà a Roma i obtingué un doctorat en teologia pastoral a la Pontifícia Universitat Lateranense.
El 1993 es traslladà a Rússia, on duu a terme el seu ministeri pastoral. Allà començà a pertànyer al moviment Comunió i Alliberament i arribà a convertir-se en vicari general de la seva fraternitat juntament amb el bisbe italià Mn. Massimo Camisasca.
El 2006 fou rector del seminari major Maria Reina dels Apòstols de la ciutat de Sant Petersburg, fins al 21 de setembre del 2007, quan el papa Benet XVI el nomenà nou arquebisbe metropolità de l'arxidiòcesi de la Mare de Déu de Moscou, reemplaçant Mn. Tadeusz Kondrusiewicz. Com a lema episcopal, escollí la frase Gloriae Christi Passio. La seva consagració episcopal tingué lloc el 28 d'octubre d'aquell any.
Després del seu nomenament passà a ser Gran Prior de l'Orde de Cavalleria del Sant Sepulcre de Jerusalem de la Federació Russa i també des del 19 de gener del 2011 és el nou president de la Conferència dels Bisbes Catòlics de Rússia.